# Čeněk Zíbrt

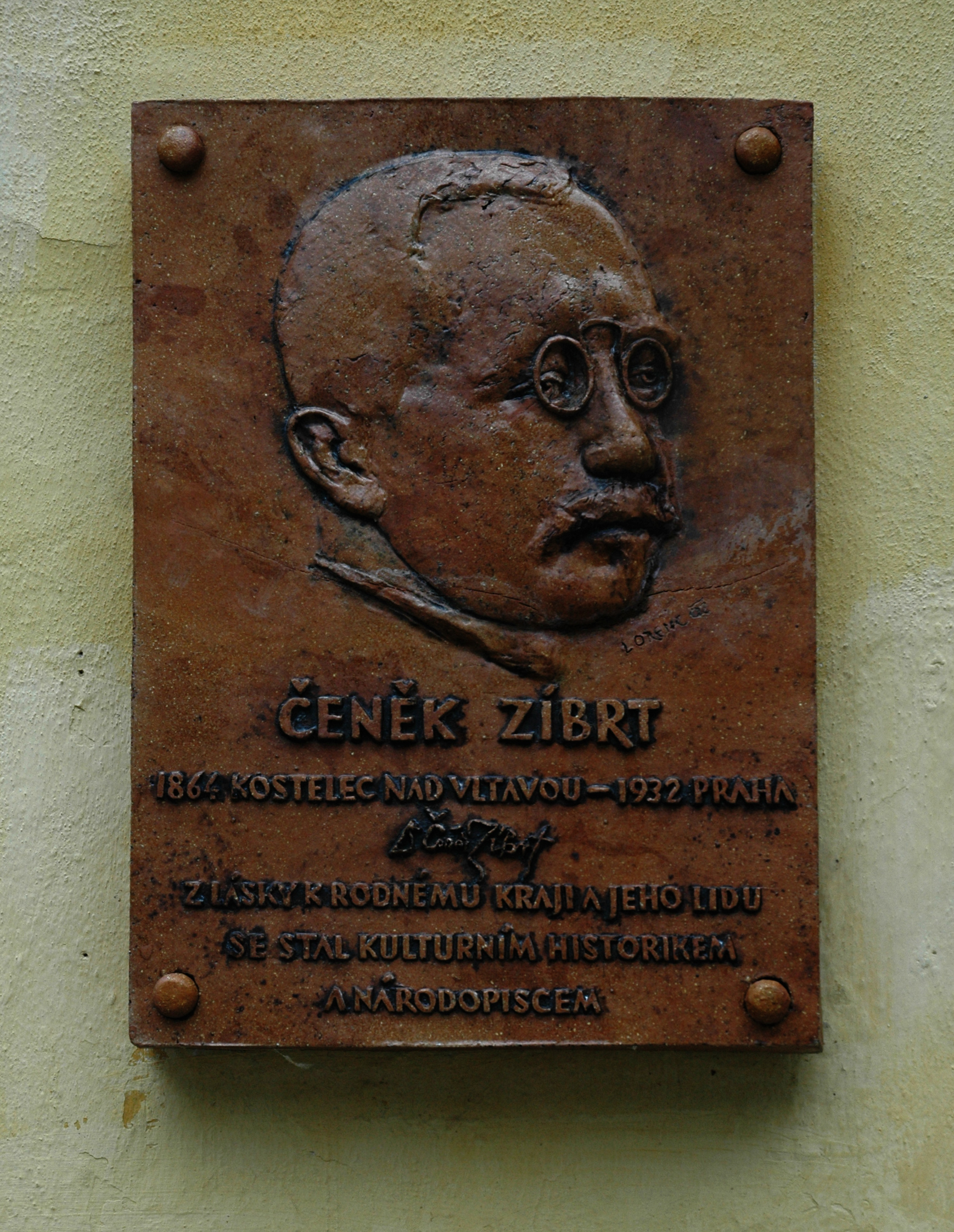
Pamětní deska, upomínající na Čeňka Zíbrta v Kostelci na Vltavou

Čeněk Zíbrt, vlastním jménem Vincenc Jan Zíbrt (12. října 1864 Kostelec nad Vltavou – 14. února 1932 Praha), byl český kulturní historik, folklorista a etnograf, knihovník a profesor Karlovy univerzity. Jako kulturní historik uvedl do Čech novou vědní disciplínu, v niž se zaměřil především na život prostého lidu, jeho zvyky a obyčeje. Celkem napsal na 1600 článků a studií a více než 40 publikací, vytvořil tak skutečně rozsáhlé vědecké dílo.

## Život
Pocházel z majetné selské rodiny, která hospodařila na statku v Kostelci v jižních Čechách. Otec byl řeznický mistr a zároveň provozoval hospodu. V roce 1867 mu krátce po sobě zemřeli oba rodiče i novorozená sestra. Osiřelého chlapce se ujali prarodiče a  později otcova sestra Marie Soulková,  která Vincence podporovala a starala se o něj hlavně v době středoškolských studií.
Studoval na gymnáziu v Písku a už jako sextán publikoval první kulturněhistorické a národopisné články v časopisech Květy a Lumír. Na gymnáziu začal používat českou podobu křestního jména Čeněk, ale své  příspěvky podepisoval různými pseudonymy. V pozdějších letech vystupoval  někdy pod pseudonymem E. Horský.
Maturoval v roce 1884 a pokračoval ve studiu na filozofické fakultě Univerzity Karlovy v Praze. Zejména ho zajímala literární historie, hledání informací o životě a kulturních dějinách českého selského stavu. Významný podíl na jeho zaměření měli profesoři Jan Gebauer, Tomáš Garrigue Masaryk a Josef Kalousek. Roku 1888 byl promován na doktora filozofie. Ve studiu pokračoval na univerzitách v Mnichově, Berlíně, Krakově, Lvově, Varšavě a v Petrohradu. Podnikl několik studijních cest do Norimberka, do Paříže, Ženevy a Basileje.
Roku 1892 obhájil  habilitační práci Dějiny kroje v zemích českých od dob nejstarších až po války husitské a vydal programový spis Kulturní historie. Její vznik, rozvoj a posavadní literatura cizí i česká. Začátkem roku 1893  se  Čeněk Zíbrt stal soukromým  docentem všeobecné kulturní historie  se specializací na Rakousko-Uhersko s působností na  Filozofické fakultě české univerzity v Praze. 
Téhož roku  byl přijat jako pomocná síla do  knihovny Muzea království českého. Po dvou letech tam získal trvalé zaměstnání a roku 1904 po odchodu knihovníka Adolfa Patery do výslužby byl jmenován na jeho místo. Ve funkci ředitele pracoval až do odchodu do penze v roce 1927.  Od roku 1899 Zíbrt řídil jako spoluredaktor nejstarší vědecký časopis český Časopis Musea království Českého a od roku 1905 svěřena mu byla úplně redakce tohoto důležitého orgánu muzejního. Vůči jeho vedení, které v prvé řadě  usilovalo  o pozitivní čtenářský ohlas, se postupně hromadily protesty historiků a Zíbrt se v říjnu 1913 sám vzdal funkce vedoucího redaktora ze zdravotních důvodů. 
Roku 1901 byl mu udělen titul mimořádného profesora. Ke svým studentům měl téměř otcovský vztah, některým vypomáhal i hmotně. Rád  pořádal kulturněhistorické vycházky, jednou z nejslavnějších byl výlet na český jih v roce 1903. 
Léta před 1. světovou válkou byla pro Zíbrta obdobím spojeným s vydáváním Bibliografie české historie, rozsáhlého díla, které však narazilo na odpor určité části české historiografie (tzv. Gollova škola). Byl mu vytýkán nedostatek metodiky  a proto se rozhodl v práci nepokračovat a zbytek podkladů zničil. Stihlo ho  také zklamání v osobní rovině, když příbuzní bez jeho vědomí přestavěli rodný statek v Kostelci, kam se rád vracel, na moderní zděnou budovu. Od té doby se návštěvám vyhýbal. 
Začal se více věnovat venkovu, folklóru a zvykům prostých lidí. V letech 1909–1911 vydal devět svazků národopisných textů pod společných názvem Veselé chvíle v životě lidu českého, v němž zpřístupnil čtenářům bohatý materiál týkající se způsobů a projevů zábavy, oslav  a  her  venkovského  lidu  v  Čechách  a  na  Moravě.  V letech 1916–1919 jezdil s dudákem Karlem Michaličkou  po českém venkově a představoval českou píseň a dudáckou muziku.  
V roce 1924 obnovil vydávání Českého lidu, který vedl až do své smrti.  V posledním období svého života většinou dokončoval již dříve rozpracované projekty a národopisné práce. Vyšla kniha Staročeské umění kuchařské (1927), jeho poslední práce Bobr v zemích československých (1929) a sedm svazečků  Československého národopisného roku  (1928–1930).  V roce 1927 odešel do důchodu z funkce ředitele knihovny Národního muzea.
Sblížil se se svou žačkou Zdenou Hochovou, která se stala jeho spolupracovnicí a uvedla ho i do své rodiny. Byla také svědkem cévní mozkové  příhody, která Zíbrta postihla v létě 1929 při pobytu ve Vysokém nad Jizerou. V srpnu 1931 se Čeněk Zíbrt oženil s její sestrou Johannou (Hanou) Brožíkovou, ale jejich manželství trvalo jen půl roku. Čeněk Zíbrt zemřel  14. února 1932 v nemocnici na Vinohradech na zhoubný nádor sedacího nervu. Urna s popelem je uložena v rodinném hrobě na Vinohradském hřbitově.  

## Historik
Zíbrt patřil mezi nejplodnější české spisovatele. Literárně činný byl od roku 1884, napřed v časopisech, pak řadou samostatných děl a studií z oboru kulturní historie a folkloru. Věnoval se totiž vedle prací o všeobecné historii hlavně studiu lidu československého a chtěje porozumět jeho minulé historii, přirozeným postupem vydal se na studie o nynější lidové tradici v životě lidovém, kdežto Zikmund Winter obírá se hlavně dějinami měst českých a August Sedláček dějinami šlechty. Tím dán jest rozvrh Zíbrtových prací. Jsou to jednak teoretické úvahy o studiu kulturní historie a rozpravy v oboru hlavně dějin středověkých, jednak jsou to obrazy z kulturních dějin českých, jednak srovnávací studie o českém lidu v celém jeho vývoji až po dnešní dobu. Úřad knihovníka dal Zíbrtovi kromě toho podnět k několika pracím na poli knihovědy a pomohl při provádění jeho životního monumentálního díla „Bibliografie české historie“, jejíž vydávání svěřila mu Česká akademie (I. třída). Roku 1900 vyšel I. díl, r. 1902 II., a pak usneseno, aby každý rok byl vydán svazek o 15 arších, a tři svazky aby tvořily vždy další díl. Díl III., vydaný roku 1906, dospěl k válce třicetileté, ve IV. dílu 1. svazek (vyd. 1907) k defenestraci roku 1618. Publikace tato jest jedno z největších děl podobného druhu ve světových literaturách.

## Etnograf
Trvalou zásluhu má Zíbrt o soustavné vědecké pěstění národopisného studia u nás, jehož stal se téměř zakladatelem a vůdcem jakožto redaktor kulturněhistorického a národopisného sborníku Český lid, který založil a vydával společně s Luborem Niederlem roku 1891 a od ročníku V. 1895 samostatně řídil.  Sedmnáct dosavadních ročníků Českého Lidu tvoří dnes nepřebernou pokladnici vědomostí všeho druhu o minulosti i přítomnosti lidu českého, slovem i obrazem, a lví podíl mezi spolupracovníky má sám redaktor, ukládaje v každém ročníku směrodatné studie, otiskuje materiály a podávaje přehled o ruchu vědeckém doma i v cizině. 
Psal o „Kulturní historii“ do Ottova slovníku naučného. 
Veliké zásluhy má Zíbrt i o bibliotéku Musea království Českého. Nejen že ji věnoval svou bohatou knihovnu soukromou, nýbrž získal jí četnými osobními styky, zejména se slavisty přicházejícími do Prahy, množství důležitých publikací slovanských.

## Ocenění
Za svou činnost vědeckou byl Zíbrt poctěn členstvím a hodnostmi učených korporací domácích i v cizině, od České akademie a Královské české společnosti nauk, od antropologické komise při akademii věd v Krakově, od Císařské společnosti etnografů v Moskvě, od společnosti Towarzystwo ludoznawcze ve Lvově, od c. k. ústřední kommisse pro výzkum a zachování uměleckých a historických památek ve Vídni, od Société belge de folklore v Bruselu. Roku 1893 byl zvolen zahraničním členem poradního sboru při světovém kongresu folkloristickém v Kolumbově výstavě v Chicagu a zvolen čestným místopředsedou (pro Evropu) vědeckého sdružení The International Folk-Lore Association v Chicagu. České odborné a muzejní krajinské spolky udělily mu čestné členství atd.

## Publikace
Výběr statí dostupných on-line na Academia.edu
- Bibliografie české historie. 5 dílů. Praha: Česká akademie císaře Františka Josefa pro vědy, slovesnost a umění, 1900–1912. Dostupné online.
- Bobr v zemích československých. Praha: Československá akademie zemědělská, 1929.
- Česká kuchyně za dob nedostatku před sto lety / nynějším hospodyňkám na vybranou podává Čeněk Zíbrt. Praha: Zemědělské knihkupectví A. Neubert, 1917. Dostupné online
- Dějiny hry šachové v Čechách od dob nejstarších až po náš věk: studie kulturně-historická. Praha: Č. Zíbrt, 1888. Dostupné online
- Dějiny kroje v zemích českých až po války husitské. 3 sv., Praha: F. Šimáček, 1891–1892. Dostupné online
- Dřevěné kostelíky v zemích československých a Podkarpatské Rusi, in: Český lid, 24, 1924, 1, s. 327–338. https://www.academia.edu/28853639/
- Historia o životu doktora Jana Fausta, znamenitého čaroděje, též zápisích ďábelských i čářích a hrozné smrti jeho. Praha : J. Otto, 1927. Dostupné online.
- Hoj, ty štědrý večere : Od vánoc koledou do Nového roku. Praha: Šimáček, 1910. Dostupné online.
- Hrály dudy: dějiny starodávné selské muziky české, Praha : Čsl. akciová tisk, 1917. Dostupné online.
- Jak se kdy v Čechách tancovalo: dějiny tance v Čechách, na Moravě, ve Slezsku a na Slovensku z věků nejstarších až do nové doby se zvláštním zřetelem k dějinám tance vůbec. Praha: F. Šimáček, 1895.
- Kulturní historie: její vznik, rozvoj a posavadní literaturu cizí i českou stručně popisuje Čeněk Zíbrt. Praha: Jos. R. Vilímek, 1892.
- Listy z kulturních dějin městských pivovarů v zemích Českých. Praha: Otakar Zachar, 1911.
- Markolt a Nevím v literatuře staročeské. Praha: Česká akademie císaře Františka Josefa pro vědy, společnost a umění, 1909. Dostupné online.
- Myslivecké pověry a čáry za starých časů v Čechách. Písek: V. Šimek, 1889. Dostupné online.
- O českých blouznivcích náboženských odvedených k vojsku r. 1783. Praha: Královská Česká společnost nauk, 1904.
- Ohlas obřadních písní velikonočních (Haggadah: Chad gadja, Echad mi Iodea) v lidovém podání. Praha: Akademický spolek „Kapper“, 1928.
- Pivo v písních lidových a znárodnělých. Praha: Otakar Zachar, 1909. Dostupné online.
- Praha se loučí s Podskalím. Praha: Ústřední matice školská, 1910. Dostupné online.
- Řády a práva starodávných pijanských cechů a družstev kratochvilných v zemích českých, 1910. Dostupné online. Archivováno 9. 4. 2020 na Wayback Machine.
- Seznam pověr a zvyklostí pohanských z VIII. věku (Indiculus superstitionum et paganiarum): jeho význam pro všeobecnou kulturní historii i pro studium kulturních přežitků v nynějším lidovém podání: se zvláštním zřetelem k české lidovědě. Praha: Česká akademie věd císaře Františka Josefa pro vědy, slovesnost a umění, 1894.
- Sladovnické obyčeje, zábavy, slavnosti a pověry v nákladnických domech a pivovárech českých, 1910. Dostupné online. Archivováno 9. 4. 2020 na Wayback Machine.
- Staročeské umění kuchařské: S původními obrázky. Praha: Stará garda mistrů kuchařů, 1927.
- Staročeské výroční obyčeje, pověry, slavnosti a zábavy prostonárodní pokud o nich vypravují písemné památky až po náš věk: příspěvek ke kulturním dějinám českým. Praha: Jos. R. Vilímek, 1889.
- Staročeský lucidář: text rukopisu Fürstenberského a prvotisku z roku 1498. Praha: Česká akademie císaře Františka Josefa pro vědy, slovesnost a umění, 1903. Dostupné online.
- Staročeský perník: 170 návodů z rukopisův a knih kuchařských staročeských. Praha: Emil Šolc, 1916.
- Staročeský rukohled a novočeský rukozpyt. Praha: Otto, 1910.
- Toč se a vrč, kolovrátku...: obrázky z přástek bývalých. Praha : F. Šimáček, 1909.
- Veselé chvíle v životě lidu českého. Praha: Praha: Vyšehrad, 2006.
- Z doby úpadku: kulturně historické obrazy ze XVII. a XVIII. věku. Praha: F. Šimáček, 1905.
- Zlatý jelen na pražském mostě. Praha: J. Otto, 1914.